# Samuel de Lange

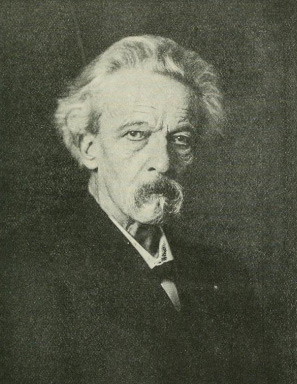

Samuel de Lange, född den 22 februari 1840 i Rotterdam, död den 7 juli 1911 i Stuttgart, var en holländsk musiker, bror till Daniël de Lange.
de Lange utbildades av Verhulst, Winterberger, Damcke med flera till en betydande orgelvirtuos samt blev 1863 organist och lärare vid musikskolan i Rotterdam, 1874 vid musikskolan i Basel, 1877 vid  konservatoriet i Köln, 1885 dirigent för oratoriesällskapet i Haag och 1893 professor vid Stuttgarts konservatorium, vars föreståndare han var 1900-08. Han komponerade orgelsonater, 3 symfonier samt kammarmusik, oratoriet Moses (1889), manskörer med mera.